# Dionisio Lazzari
Dionisio Lazzari, född 1617 i Neapel, död 1689, var en italiensk skulptör och arkitekt.
Lazzari var son till bildhuggaren Jacopo Lazzari, som var född i Florens. Hans och sonens verk visar toskanska influenser. Hos Dionisio Lazzari kombineras dessa med neapolitansk barock, en stil som representeras av bland andra Cosimo Fanzago.
Hans karakteristiska arbeten var av marmor i förening med olika slags färgad värdefull sten, ofta i abstrakt design, även om han även producerade naturalistiska verk av vaser, blommor och putti.

## Huvudarbeten
De flesta av Dionisio Lazzaris arbeten finns i Neapel:
- 1642: Firrao chapel, San Paolo Maggiore
- 1654 (design): Girolamini kyrka och kloster
- 1662: Fasaden på San Lorenzo Maggiore (senare ombyggd av Ferdinando Sanfelice)
- 1646 (och framåt): Ett flertal kapell och dekorationer i Neapels katedral
- 1674 - 1691: Altaret i kyrkan San Teresa